# ماهر يوسف
ماهر يوسف باكور لاعب كرة قدم قطري ولد في (8 يناير 1988).

## مسيرة اللاعب
لعب سابقاً مع أندية الجيش و أم صلال و نادي قطر و الوكرة و الخريطيات و السيلية و مسيمير و البدع و المرخية.

## روابط خارجية
- ماهر يوسف على موقع قاعدة بيانات كرة القدم.إي يو (الإنجليزية)
- ماهر يوسف على موقع ناشيونال فوتبول تيمز (الإنجليزية)
- ماهر يوسف على موقع Soccerway.com (الإنجليزية)